# ژرژ اویسمان
ژرژ اویسمان (فرانسوی: Georges Huisman‎؛ ۰۳ مه ۱۸۸۹ – ۲۸ دسامبر ۱۹۵۷) مورخ و سیاستمدار اهل فرانسه بود که از سال ۱۹۴۶ تا ۱۹۴۹ رئیس هیئت داوران جشنواره کن بود. وی همچنین از ۱۹۳۲ تا ۱۹۳۹ شهردار وَلموندوآ بود. او جشنواره فیلم کن را به دستور ژان زه نخست‌وزیر فرانسه بنیان نهاد. هدف آنها ایجاد جشنواره فیلم معتبری بود که با جشنواره فیلم ونیز رقابت کند.
وی همچنین برندهٔ جوایزی همچون لژیون دونور (فرمانده) و صلیب نظامی ۱۹۱۴-۱۹۱۸ شده‌است.